# Evgueni Grichine (patinage de vitesse)
Pour les articles homonymes, voir Evgueni Grichine.
Evgueni Romanovitch Grichine (en russe : Евгений Романович Гришин), né le 23 mars 1931 à Moscou et décédé le 9 juillet 2005 à Moscou, était un patineur de vitesse soviétique. Champion d'Europe sur 500 mètres en 1956, il est champion olympique du 500 et du 1500 mètres en 1956 et 1960. Il fut le premier patineur à passer sous la barrière des 40 secondes sur 500 mètres.

## Palmarès

### Jeux olympiques
- Jeux olympiques d'hiver de 1956 à Cortina d'Ampezzo ( Italie) :
  -  Médaille d'or sur 500 m
  -  Médaille d'or sur 1500 m
- Jeux olympiques d'hiver de 1960 à Squaw Valley ( États-Unis) :
  -  Médaille d'or sur 500 m
  -  Médaille d'or sur 1500 m

### Championnats d'Europe toutes épreuves de patinage de vitesse
- Médaille d'or en 1956.